# Pedicularis orthantha
Pedicularis orthantha är en snyltrotsväxtart som beskrevs av August Heinrich Rudolf Grisebach. Pedicularis orthantha ingår i släktet spiror, och familjen snyltrotsväxter. Inga underarter finns listade i Catalogue of Life.